# Prayin' 4 a Miracle
«Prayin' 4 a Miracle» —en español: «Rezando por un milagro»— es una canción interpretada por la banda británica de rock progresivo Asia y fue escrita por John Wetton, David Cassidy y Sue Shifrin.  Apareció originalmente en el álbum recopilatorio Then & Now, lanzado por Geffen Records en 1990. Participó en la grabación el guitarrista estadounidense Ron Komie.

## Lanzamiento y recepción
La misma discográfica decidió publicar este tema como sencillo en 1990, con el propósito de promocionar este compilado.  Como sucede en muchos sencillos promocionales, «Prayin' 4 a Miracle» enlista la melodía homónima en dos ocasiones, aunque se diferencian entre sí por la duración de las versiones. A diferencia de su antecesor, esta canción no consiguió atraer la suficiente atención del público para lograr entrar en los listados de popularidad.

## Lista de canciones
| Sencillo promocional |                                            |                                           |          |  |
| N.º                  | Título                                     | Escritor(es)                              | Duración |  |
| 1.                   | «Prayin' 4 a Miracle» (edición remezclada) | John Wetton / David Cassidy / Sue Shifrin | 3:35     |  |
| 2.                   | «Prayin' 4 a Miracle» (edición del álbum)  | Wetton / Cassidy / Shifrin                | 4:22     |  |
| 7:55                 |                                            |                                           |          |  |

## Créditos

### Asia
- John Wetton — voz, coros y bajo
- Geoff Downes — teclados
- Carl Palmer — batería

### Músico adicional
- Ron Komie — guitarra

### Personal de producción
- John Wetton — productor
- David Cassidy — productor
- Sue Shifrin — productor
- Guy Roche — productor
- Frank Wolf — mezcla
- Jamie Green — miembro del personal